# Trichypena quadra
Trichypena quadra là một loài bướm đêm trong họ Erebidae.